# Еновка (Бугульминский район)
Еновка — деревня в Бугульминском районе Татарстана. Входит в состав Восточного сельского поселения.

## География
Находится в юго-восточной части Татарстана на расстоянии приблизительно 6 км на восток по прямой от районного центра города Бугульма.

## История
Основана в начале XIX века, упоминалась также как Аполлинарьевка.

## Население
Постоянных жителей было: в 1889 году — 61, в 1920 — 79, в 1926—134, в 1938—163, в 1949—150, в 1958 — 80, в 1970 — 66, в 1979 — 65, в 1989 — 28, в 2002 году 24 (русские 75 %), в 2010 году 37.